# Serdal Benli
Serdal Benli (født 2. februar 1979 i Ankara) er en dansk politiker, fhv. folketingsmedlem og værdikriger for SF, der siden 2024 har været formand for Statsrevisorerne. Desuden er han 1. viceborgmester og gruppeformand for SF i Gladsaxe Kommune, hvor han ligeledes er formand for Børne- og Undervisningsudvalget og næstformand for Økonomiudvalget.

## Baggrund
Serdal Benli er uddannet fra Roskilde Universitet med en kandidatgrad i Socialvidenskab og Kommunikation (cand.scient.soc.) i 2005.
Serdal Benli kom til Danmark i 1988 fra Tyrkiet. I dag er han gift med Sibel Benli, og sammen har de en søn.

## Politisk karriere
Serdal Benli meldte sig i 2003 ind i SF.
Fra 2005 til 2009 var han medlem af Regionsrådet i Region Hovedstaden. I 2009 blev han medlem af byrådet i Gladsaxe Kommune, og han blev sidenhen valgt som 1. viceborgmester i 2013. Ved kommunalvalgene i 2017 og 2021 blev Serdal Benli genvalgt til byrådet og som viceborgmester.
Ved SF’s landsmøde i 2013 blev han valgt til landsledelsen. I 2016 blev han valgt til spidskandidat for SF i Københavns Omegns Storkreds. Til folketingsvalget i 2015 var Serdal Benli opstillet ligeledes opstillet i Københavns Omegn og fik 1.661 personlige stemmer. 
Fra 30. september til 8. oktober 2018 var han suppleant for Holger K. Nielsen i Folketinget, der skulle til FN's generalforsamling i New York.
Han blev i juni 2019 valgt som ny næstformand for SF og sad på posten til december 2022. I september 2022 blev han i stedet af SF valgt som partiets nye statsrevisor.

## Anden virke
Ved siden af sit politiske arbejde har han været ansat som HR-fuldmægtig i Integrationsministeriet.
Serdal Benli har været medforfatter af 'Den multikulturelle arbejdsplads', som blev udgivet af forlaget Meldorf: Hansen, og 'Tyrkiet 1923-2013', som blev udgivet af forlaget Frydenlund.
Benli var i kølvandet på Ruslands invasion af Ukraine med til at arrangere, at busser hentede flygtninge fra Ukraine til Gladsaxe.